# En glad gutt (film)
En glad gutt är en norsk svartvit dramafilm från 1932 i regi av svenske John W. Brunius. Filmen bygger på Bjørnstjerne Bjørnsons roman med samma namn och i huvudrollen som Øyvind ses Tore Foss.

## Handling
Øyvind och Marit växer upp tillsammans. Han kommer från enkla förhållanden medan hon är arvinge till den rikaste gården i bygden. I tonåren blir Øyvind förälskad i Marit, men det blir också tydligt att de kommer från olika sociala klasser. Øyvind försöker kompensera för detta genom att bli den bäste eleven i klassen för att sedan genomgå en högre utbildning. När han återvänder frågar han storbonden om Marits hand, men blir nekad då han inte anses vara tillräckligt fin. Øyvind ger dock inte upp: Han utbildar sig till amtsagronom och når ett socialt erkännande. Då inser storbonden sitt misstag och Øyvind får Martis hand.

## Rollista
- Tore Foss – Øyvind
- Hauk Aabel – Ola Nordistua, storbonden
- Gøril Havrevold – Marit, storbondens dotter
- Andreas Bjarke – Jon Hatlen, en bondpojk
- Ragnhild Hald – mor till Øyvind
- Johs. Jensen – prästen
- Hjørdis Bjarke – bondflicka
- Eugen Skjønberg – far till Øyvind, en bonde
- Harald Stormoen – Bård, lärare

## Om filmen
Filmen regisserades av John W. Brunius och bygger på Bjørnstjerne Bjørnsons bonderoman med samma namn från 1860. Filmen gjordes som ett 100-årsjubileum för Bjørnsons födsel. Ingen manusförfattare finns angiven. Filmen är en av de första norska talfilmerna och var en för sin tid mycket omfattande produktion. Den producerades av Aud Richter för bolaget National Tonefilm AS med ekonomiskt stöd från Norsk Film. Den fotades och klipptes av Gunnar Nilsen-Vig och hade premiär den 23 oktober 1932 i Norge. Den 23 november 1933 hade filmen amerikansk premiär.